# جائزة سوكولوف
جائزة سوكولوف هي جائزة للصحافة الإسرائيلية، تمنحها بلدية تل أبيب تخليداً لذكرى ناحوم سوكولوف.
تم منح الجائزة منذ عام 1956، في البداية للصحفيين البارزين في الصحافة الورقية، ومنذ عام 1981 للصحفيين من وسائل الإعلام الإلكترونية. وهي تعتبر أرقى جائزة للصحافة الإسرائيلية، وتأتي في المرتبة الثانية بعد جائزة إسرائيل للاتصالات.
وتمنح هذه الجائزة سنويا، في يوم قريب من عيد ميلاد ناحوم سوكولوف أو ذكرى وفاته.

## أهداف
تُمنح الجائزة لتشجيع التميز الصحفي ومكافأة الإنجازات البارزة في الصحافة الاستقصائية.

## لجنة الحكام
ينص النظام الأساسي لجائزة سوكولوف على أن يقوم رئيس البلدية بتعيين لجنة اختيار، تتكون من ثلاثة أعضاء، لغرض اختيار الحكام في لجنة الجائزة. وتشتمل لجنة الاختيار على أكاديمية وعضو قانوني وممثل عن رئيس البلدية. يقوم العمدة بعد ذلك بعرض تشكيل لجنة الاختيار لموافقة مجلس المدينة. تتكون لجنة الاختيار من لجنة تحكيم تضم اثنين من كبار الصحفيين وشخصيتين أكاديميتين وممثل عن البلدية. عادة، يختلف تكوين لجنة الحكام الذين يختارون الفائزين في وسائل الإعلام المطبوعة عن أولئك الذين يحددون الفائزين في الوسائط الإلكترونية.

## الجائزة
يحصل الفائزون على جائزة مالية. اعتبارًا من عام 2007، كانت الجائزة 18000 شيكل.

## روابط خارجية
- قائمة الفائزين بجائزة سوكولوف (حتى 2009) على موقع مدينة تل أبيب - موقع يافا (بالعبرية)